# الناظور (تونس)
النَاظُور مدينة تقع في معتمدية الناظور بولاية زغوان بالوسط الشرقي التونسي، على الطريق الجهوية رقم 48 والطريق الجهوية رقم 132، شرق مدينة النفيضة وجنوب غرب مدينة صواف، وهي مركز معتمدية الناظور. ترقيمها البريدي هو 1160.
فيها سجن كان يعدّ من أقسى السجون في تونس قبل الثورة في عام 2010. والسجن عبارة عن مغارة تحت الأرض يتمّ فيها تعذيب المعتقلين، السياسيين منهم بشكل خاص.

### مواضيع ذات علاقة
- معتمدية الناظور.
- ولاية زغوان.